# VERMILLION RECORDS
VERMILLION RECORDS（バーミリオン・レコード）は、B ZONEおよび同子会社の音楽マネージメント事務所VERMILLION（元：B.U.M）のレコードレーベルである。また、株式会社バーミリオンレコードは、かつて同事業を行っていた企業である。現在はB ZONEのレーベルのひとつ。
所属アーティストはB'zと、メンバーの松本孝弘と稲葉浩志のソロだけのプライベート・レーベルである。「VERMILLION」は、日本独自の風格のある朱色を意味する「VERMILION」（松本案）と、100万を意味する「MILLION」（稲葉案）を合わせた造語である。

## 沿革
- 1992年8月31日 - ビーイング（現：B ZONE）とBMGビクター（当時、現：ソニー・ミュージックレーベルズ アリオラジャパンレーベル）の共同出資によって、株式会社BMG ROOMS設立[注 1]。
- 1992年10月7日 - 第1回新譜としてB'zの11thシングル『ZERO』がCDシングルとカセットシングルにて発売。
- 1993年11月1日 - BMG ROOMS所属アーティストの楽曲を管理する音楽出版会社として、株式会社ルームスミュージックを同社内に設立[注 2]。
- 1995年5月31日 - B'zの新プライベートレーベルとしてVERMILLIONが同社内に設立。16thシングル『ねがい』より使用。
- 1995年9月1日 - ビーイング100%出資に伴い、株式会社ルームスレコーズへ社名変更。その際、本社が渋谷から六本木に移転。
- 1996年9月1日 - 販売元がBMGビクターから、前年に設立されたビーイング自前のディストリビューション会社J-DISC（現：J-DISC Being）へ移管[注 3]。
- 2002年2月20日 - 株式会社ルームスレコーズが株式会社バーミリオンレコードへ社名変更[注 4]。
- 2003年10月1日 - 再度ビーイングがGIZA以外の楽曲管理を一元して行う事により、ルームスミュージックが吸収される[注 5]。
- 2004年11月23日 - 松本孝弘のプライベートレーベルとしてHouse of Stringsが同社内に設立。
- 2007年5月19日 - 親会社ビーイングが当社とB-Gram RECORDSとソフト販売のJ-DISC Beingを事実上吸収合併する。ただし、法人自体は現存する。

## 所属アーティスト
- B'z
  - 松本孝弘
  - 稲葉浩志

## かつて所属していたアーティスト
- 秋吉契里
- 織田哲郎
- ケビン・クローン ※BMGビクター時代のみ。
- 栗林誠一郎
- Quncho
- 近藤房之助 - ZAIN RECORDSへ移籍。
- XERXES ※BMGビクター時代のみ。TUBEが所属するぐあんばーるに所属。
- 西城秀樹
- 関ゆみ子 ※BMGビクター時代のみ。
- SO-FI
- DYNAMICS
- TARAKO ※BMGビクター時代のみ。
- 坪倉唯子[注 6]
- DEEP'S
- DIMENSION - ZAIN RECORDSへ移籍。
- 中谷美紀[注 7]
- B.B.クィーンズ
- Mi-Ke
- 矢嶋良介
- LOUDNESS - 2001年に日本コロムビアへ移籍。
- 吉水孝之 - 1999年にメルダックへ移籍。

## レーベル
- VERMILLION RECORDS - 2002年に社名変更の際に設置されたメインレーベル。（規格品番：BM○V-○○○○）
  - House of Strings - 2004年に設立された松本孝弘のプライベートレーベル。（規格品番：BM○S-○○○○）

## 過去に設けられたレーベル
- ZEZ - 1990年10月にアリオラジャパン内に設立されたB'zのプライベートレーベル。1992年に同社設立に伴い移管。1994年発売の15thシングル『MOTEL』まで使用された。
- VERMILLION (バーミリオン) - "ZEZ"に替わり、1995年に新たに設立されたB'zのプライベートレーベル。2009年発売されたDVD『B'z LIVE-GYM Pleasure 2008 -GLORY DAYS-』まで使用。同年発売された46thシングル『イチブトゼンブ/DIVE』以降の作品では使われていない。
- Rhisome (リゾーム) - 1989年にビーイングがアリオラジャパン内に設立したレーベル。1992年に同社設立に伴い移管。フュージョン・ブルース系のアーティストが中心で、近藤房之助や坪倉唯子、DIMENSION、栗林誠一郎が所属。B.B.クイーンズの「おどるポンポコリン」は本レーベルから発表され、原盤権の関係でアリオラジャパンから販売され続けている。2002年に終了。
- D.O.G. HOUSE (ドッグハウス) - 1991年にビーイングがアリオラジャパン内に設立したレーベル。1992年に同社設立に伴い移管。B.B.クイーンズやMi-Keらが所属。1997年にSO-FIのアルバム『SO-First』以降は本レーベルからのリリースはない。
- Rooms RECORDS (ルームスレコーズ) - 旧メインレーベル。秋吉契里とLOUDNESSが所属。

## サウンドトラック
ドラマ
- ナースステーション（Rooms RECORDS時代に発売）
- ホテルウーマン（Rooms RECORDS時代に発売）
- 明日を抱きしめて（Rooms RECORDS時代に発売）
- 海猿

映画
- 不夜城（Rooms RECORDS時代に発売）
- ULTRAMAN